# John Bilson
John Bilson (* 20. Jahrhundert; † vor 2018) war ein ghanaischer Politiker und Akademiker. In der Dritten Republik des unabhängigen Ghana gründete und führte er im Jahr 1979 die Third Force Party (TFP).
Bilson nahm als Präsidentschaftskandidat der TFP an den Wahlen am 18. Juni 1979 teil und konnte 49.104 Stimmen (2,75 Prozent) auf sich vereinigen. Damit gelang es ihm nicht, als einer der zwei besten Kandidaten in die Stichwahl zu kommen. Die Stichwahl des Jahres 1979 konnte Hilla Limann vor Victor Owusu für sich entscheiden.
Bilson soll vor den Präsidentschaftswahlen des Jahres 1992 für Aufsehen gesorgt haben, als er gegen den damaligen Militärdiktator und später gewählten Präsidenten Ghanas Jerry Rawlings vor den Supreme Court in Accra zog. Rawlings, ein illegitimer Sohn eines Schotten mit einer Ghanaerin, sollte nach Ansicht Bilsons aufgrund fehlender ghanaischer Staatsangehörigkeit nicht ins Amt des Präsidenten wählbar sein. Der Supreme Court schloss sich seiner Meinung nicht an.